# ثيودور بيكر (عالم حشرات)
ثيودور بيكر (بالألمانية: Theodor Becker)‏ (و. 1840 – 1928 م) هو عالم حشرات، ومهندس مدني، ومهندس ألماني، كان عضوًا في الأكاديمية الألمانية للعلوم ليوبولدينا، توفي في لغنيتسا، عن عمر يناهز 88 عاماً.